# Brit Awards de 1982
O Brit Awards de 1982 foi a 2ª edição do maior prêmio anual de música pop do Reino Unido. Eles são administrados pela British Phonographic Industry e ocorreram em 4 de fevereiro de 1982 no Grosvenor House Hotel, em Londres.

## Vencedores e nomeados
| Álbum Britânico do Ano                                                                                         | Produtor Britânico do Ano                                            |
| --- | -------------------------------------------------------------------- |
| - Adam and the Ants – Kings of the Wild Frontier - The Human League – Dare - Queen – Greatest Hits             | - Martin Rushent - Chris Neill - Stuart Colman                       |
| Single Britânico do Ano                                                                                        | Gravação Clássica                                                    |
| - Soft Cell – "Tainted Love" - Adam and the Ants – "Prince Charming" - Adam and the Ants – "Stand and Deliver" | - Simon Rattle - James Levine - Vernon Handley                       |
| Artista Solo Masculino Britânico                                                                               | Artista Solo Feminina Britânica                                      |
| - Cliff Richard - Elvis Costello - Shakin' Stevens                                                             | - Randy Crawford - Sheena Easton - Toyah Willcox                     |
| Grupo Britânico                                                                                                | Melhor Revelação Britânica                                           |
| - The Police - Adam and the Ants - Madness                                                                     | - The Human League - Depeche Mode - Linx - Soft Cell - Toyah Willcox |
| Contribuição Excepcional para a Música                                                                         |                                                                      |
| - John Lennon - Cliff Richard - The Police                                                                     |                                                                      |